# Héroe (canción de Mariah Carey)
«Héroe» es la versión en español de la canción Hero de Mariah Carey. Inicialmente, se quiso que Gloria Estefan cantase esta versión, pero finalmente la cantó la propia Carey. Apareció en las ediciones de México, Argentina y España del álbum Music Box. La traducción al español la realizó Jorge Luis Piloto..

## Recepción
Héroe fue la primera canción que cantó Mariah Carey en español. La recepción fue positiva en Latinoamérica, España y la comunidad latina de Estados Unidos. La crítica afirmó que su pronunciación no era correcta, aunque aceptó que la canción fuera un éxito. También se criticó que la adaptación al español de la canción original no fuese la adecuada para el original. Consiguió entrar entre las diez mejores posiciones de las listas en varios países.

## Letra de la canción
Héroe
Como un libro
Que no sabes el final
Y te asusta lo que lees
Así la vida es.
Cuando naces
Ya te expones al dolor
Y de a poco y con valor
Logras crecer.
Y como un libro el corazón
Nos enseña que hay temor
Que hay fracasos y maldad
Que hay batallas que ganar.
Y en cada página el amor
Nos convierte en luchador
Y descubres lo común
No hay un héroe como tu .
Son muy pocos
Los que se arriesgan por amor
Pero tú tienes la fe
Y eso lo es todo.
No decaigas
Que vivir es aprender
Y no hay nada que temer
Si crees en ti.
Y como un libro el corazón
Nos enseña que hay temor
Que hay fracasos y maldad
Que hay batallas que ganar.
Y en cada página el amor
Nos convierte en luchador
Y descubres lo común
No hay un héroe como tu.
Solo Dios
Sabe ¿donde y cuando?
La vida nos dirá
Lo has echo bien
Sólo con un sueño solo
Sabrás como vencer.
Y como un libro el corazón
Nos enseña que hay temor
Que hay fracasos y maldad
Que hay batallas que ganar.
Y en cada página el amor
Nos convierte en luchador
Y descubres lo común
No hay un héroe como tu.

## Posicionamiento
| Lista                                | Posición |
| ------------------------------------ | -------- |
| EE. UU., Billboard Hot Latin Songs   | 40       |
| EE. UU., Billboard Latin Pop Airplay | 15       |
| Costa Rica                           | 9        |
| México                               | 9        |
| España                               | 5        |
| Nicaragua                            | 1        |
| Perú                                 | 15       |
| Chile                                | 10       |
| Argentina                            | 2        |
| Honduras                             | 9        |
| El Salvador                          | 3        |

- Datos: Q24037732